# Dulce Félix
Dulce Félix (Portugal, 23 de octubre de 1982) es una atleta portuguesa, especialista en la prueba de 10000 m en la que llegó a ser subcampeona europea en 2016.

## Carrera deportiva
En el Campeonato Europeo de Atletismo de 2016 ganó la medalla de plata en los 10000 metros, con un tiempo de 31:19.03 segundos que fue su mejor marca personal, llegando a meta tras la turca Yasemin Can (oro con 31:12.86 s) y por delante de la noruega Karoline Bjerkeli Grøvdal (bronce).